# Karel Evžen Czernin
Karel Evžen Czernin též Karl Eugen Czernin (27. září 1920 Jemčina – 18. května 1940 západně od města Le Chesne, Francie) byl příslušník jindřichohradecké větve rodu Czerninů z Chudenic.

## Původ
Narodil se jako první syn Evžena Czernina (1892–1955), vladaře domu hradeckého a chudenického v letech 1932–1955, a jeho manželky Josefiny ze Schwarzenbergu (1895–1965). Mladší bratr Rudolf Czernin (1924–2004) se stal v roce 1955 vladařem domu hradeckého a chudenického. Synovec Karla Evžena Karl-Eugen Czernin (* 1956) je současným vladařem (od roku 2004).

## Život
Studoval práva, která musel přerušit po vypuknutí války a byl nucen nastoupit do německé armády. Byl přiřazen k pluku, který měl posádku v Prusku. Tento pluk byl po vypuknutí války nasazen ve Francii a Karel Czernin padl u městečka Le Chesne. Je pohřben na německém vojenském hřbitově v Noyers-Pont-Maugis.